# Národní park Khao Sam Roi Yot
Národní park Khao Sam Roi Yot (thajsky เขาสามร้อยยอด) je národním parkem nacházejícím se v Thajsku v distriktu Kui Buri (provincie Prachuap Khiri Khan). Je vzdálen asi 58 kilometrů jižně od Hua Hinu. Národní park chrání areál o rozloze celkem 98,08 km2, z toho 20,88 km2 připadá na mořské oblasti. Národní park byl založen roku 1966, je prvním národním parkem při pobřeží v Thajsku. Park Khao Sam Roi Yot mimo jiné chrání největší sladkovodní bažiny v Thajsku.
Etymologie názvu parku není známa, dle místní tradice znamená hora s 300 vrcholy, ale může také odkazovat na 300 čínských námořníků, kteří tu po potopení své džunky hledali útočiště nebo je odvozen od místní rostliny názvu sam roi yot.

## Geografie
Do parku částečně zasahuje pohoří Tenasserim Hills, nejvyšší vrchol je se 605 metry nad mořem Khao Krachom. Mezi horami se rozprostírají sladkovodní močály. Několik těchto bažin však bylo přeměněno na krevetové farmy, protože z celkem 69 km2 močálů chrání park pouze 36 km2. Část těchto bažin je plánovanou součástí Ramsarské úmluvy. V parku jsou dvě pláže s bílým pískem, Hat Laem Sala a Hat Sam Phraya. Parkem se také táhne čtyřkilometrový potok Klong Khao Daeng, který protéka zdejšími mangrovníkovými porosty.
Asi 0,5 km od pláže Laem Sala a 17 km severně od hlavního sídla parku se nachází jeskyně Phraya Nakhon. Návštěvníci se do ní mohou dostat na zapůjčené lodi či pěšky po hoře Tian. Po asi 430 metrovém výšlapu se lze do jeskyně spustit. Jedním z prvních slavných návštěvníků jeskyně byl král Ráma V. V souvislosti s jeho návštěvou byl roku 1890 v jeskyni vybudován královský altán Khuha Kharuehat Pavilion (thajsky พระที่นั่งคูหาคฤหาสน์), který je výjimečný tím, že jej v určitých obdobích v roce oslňuje slunce. Stavba se stala symbolem provincie Prachuap Khiri Khan.
Phraya Nakhon je velká jeskyně s otvorem ve stropě, který umožňuje průnik slunečních paprsků. V horní části této propasti je kamenný most známý jako „most smrti”, protože se odtud zřítila řada divokých zvířat.

## Fauna parku
V parku se vyskytuje řada druhů ptáků, jako ledňáček říční (Alcedo atthis), černohlavý (Halcyon pileata) a proměnlivý (Todiramphus chloris), volavka stříbřitá (Egretta garzetta) a nádherná (Ardeola speciosa). Z dalších živočichů jsou zde rozšířeni lezcovití (Oxudercinae), krabi „houslisté” rodu Uca, jejichž samci mají nápadně zvětšené jedno klepeto, či garnáti (Alpheidae). Vyskytuje se zde i populace javánských makaků (Macaca fascicularis) a hulmanů tmavých (Trachypithecus obscurus), žije zde serau velký (Capricornis sumatraensis) a ze šelem kočka rybářská (Prionailurus viverrinus). V moři bývají pozorovány orcely tuponosé (Orcaella brevirostris).

## Historie
Khao Sam Roi Yot bylo pravděpodobně místem, kam král Mongkut 18. srpna 1868 pozval evropské návštěvníky na pozorování úplného zatmění Slunce. Mongkut se zajímal o astronomii a vypočítal datum a místo samotného zatmění. Jeho výpočty se ukázaly býti asi o dvě sekundy přesnější než výpočty francouzských astronomů, kteří to uznali. Během této události se král pravděpodobně nakazil malárií a na její následky zemřel 1. října.
Národní park byl založen 28. června 1966 a rozšířen byl 1. dubna 1982.